# أبوس أتويف
أبوس أتويف (مواليد 7 يونيو 1986) هو ملاكم أوزباكستاني، مثّل بلاده في الألعاب الأولمبية الصيفية في دورتي 2008 و2012.

## وصلات خارجية
أبوس أتويف على موقع اللجنة الأولمبية الدولية (الإنجليزية)
- أبوس أتويف على موقع أوليمبيديا (الإنجليزية)